# 小行星20584
小行星20584（20584 Brigidsavage）是一颗绕太阳运转的小行星，为主小行星带小行星。该小行星于1999年9月9日发现。

## 轨道参数
小行星20584的轨道半长轴为2.9191737 UA，离心率为0.104。